# Argentine, Michigan
Argentine är en ort i Genesee County i delstaten Michigan, USA.